# 台糖虎尾總廠

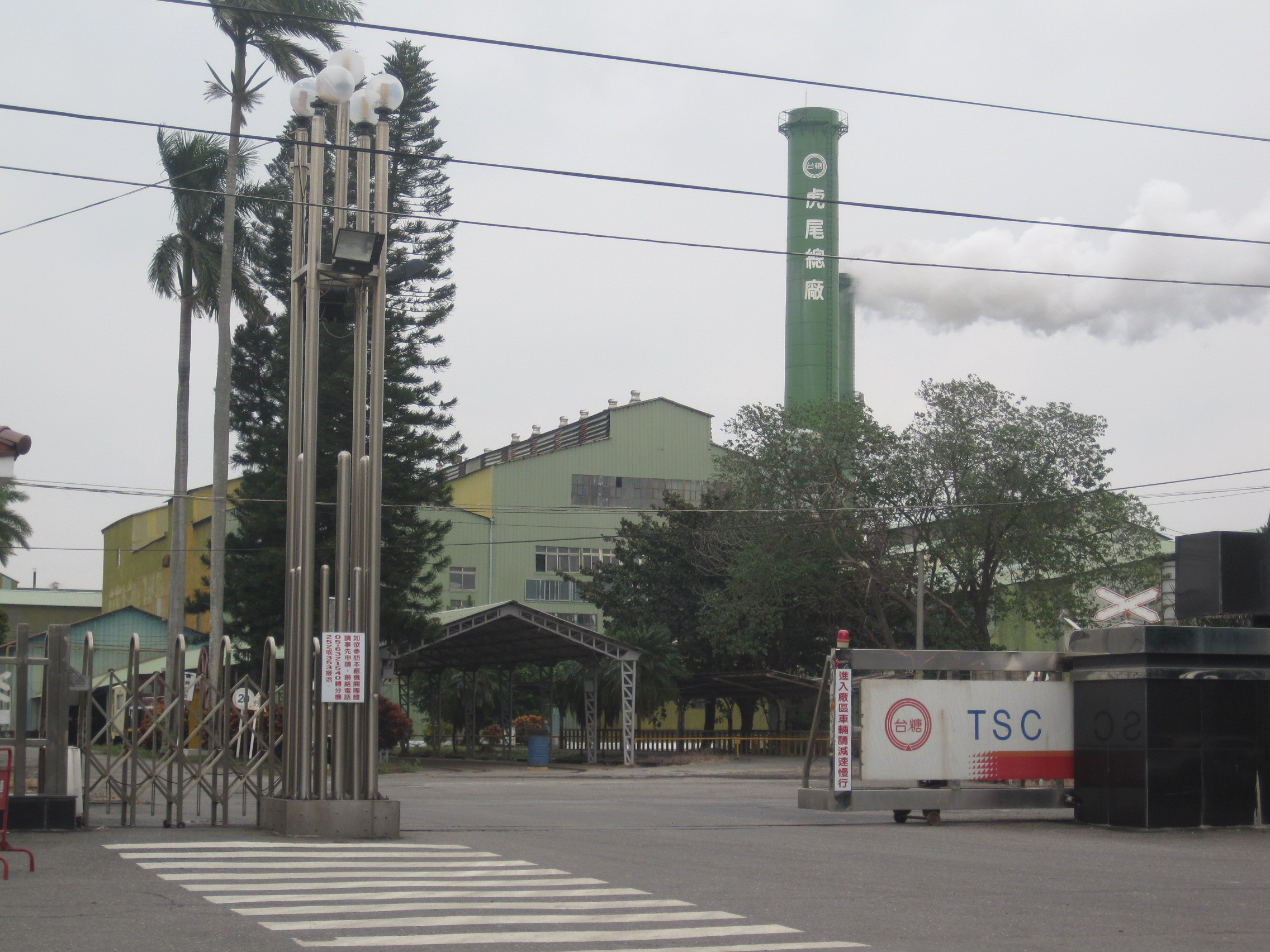
虎尾糖廠

虎尾糖廠（又稱臺糖虎尾總廠，簡稱虎尾總廠），是一座興建於1907年的砂糖製造工廠，位於臺灣雲林縣虎尾鎮中山路2號，隸屬臺灣糖業公司砂糖事業部。

## 簡介

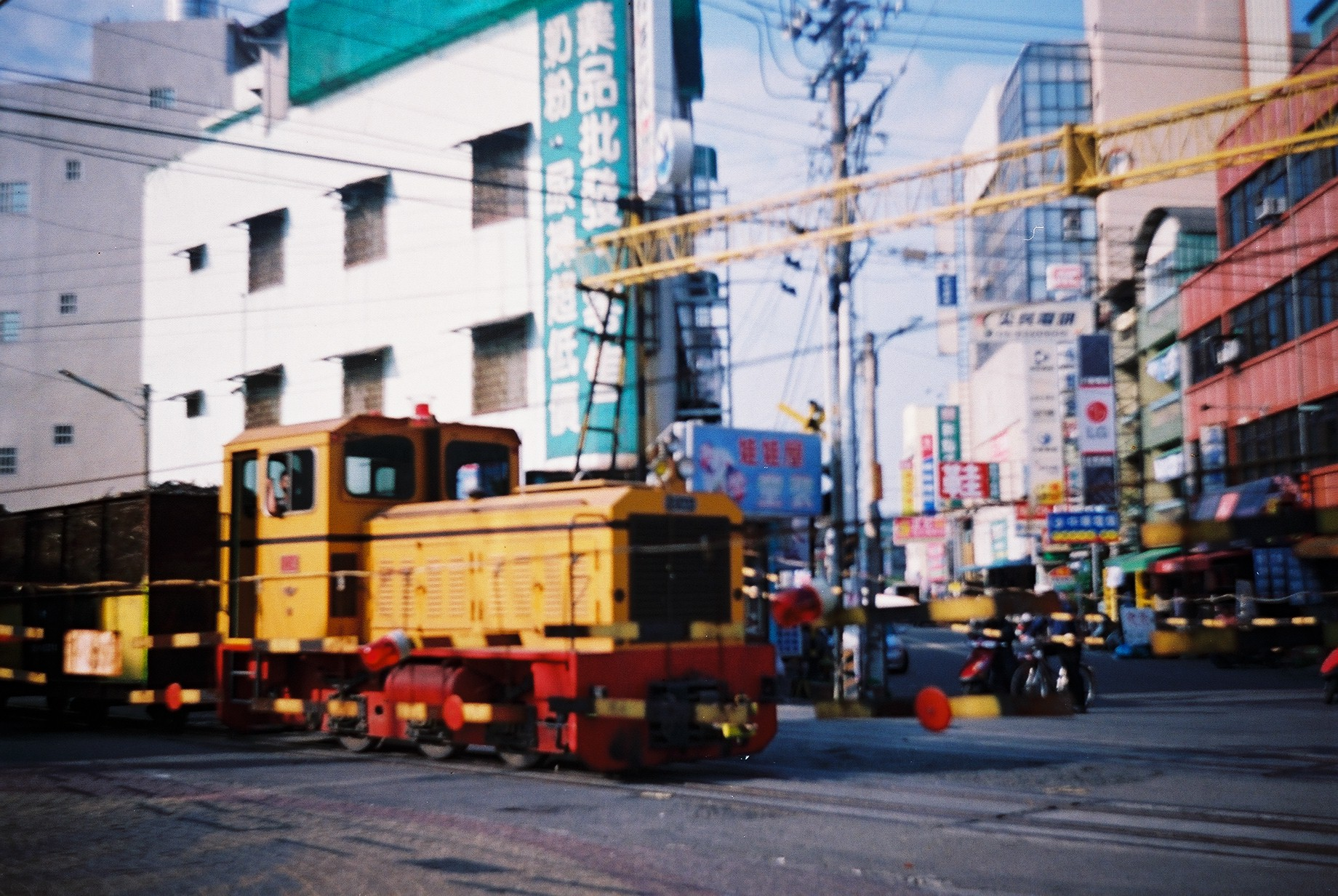
虎尾糖廠的五分車

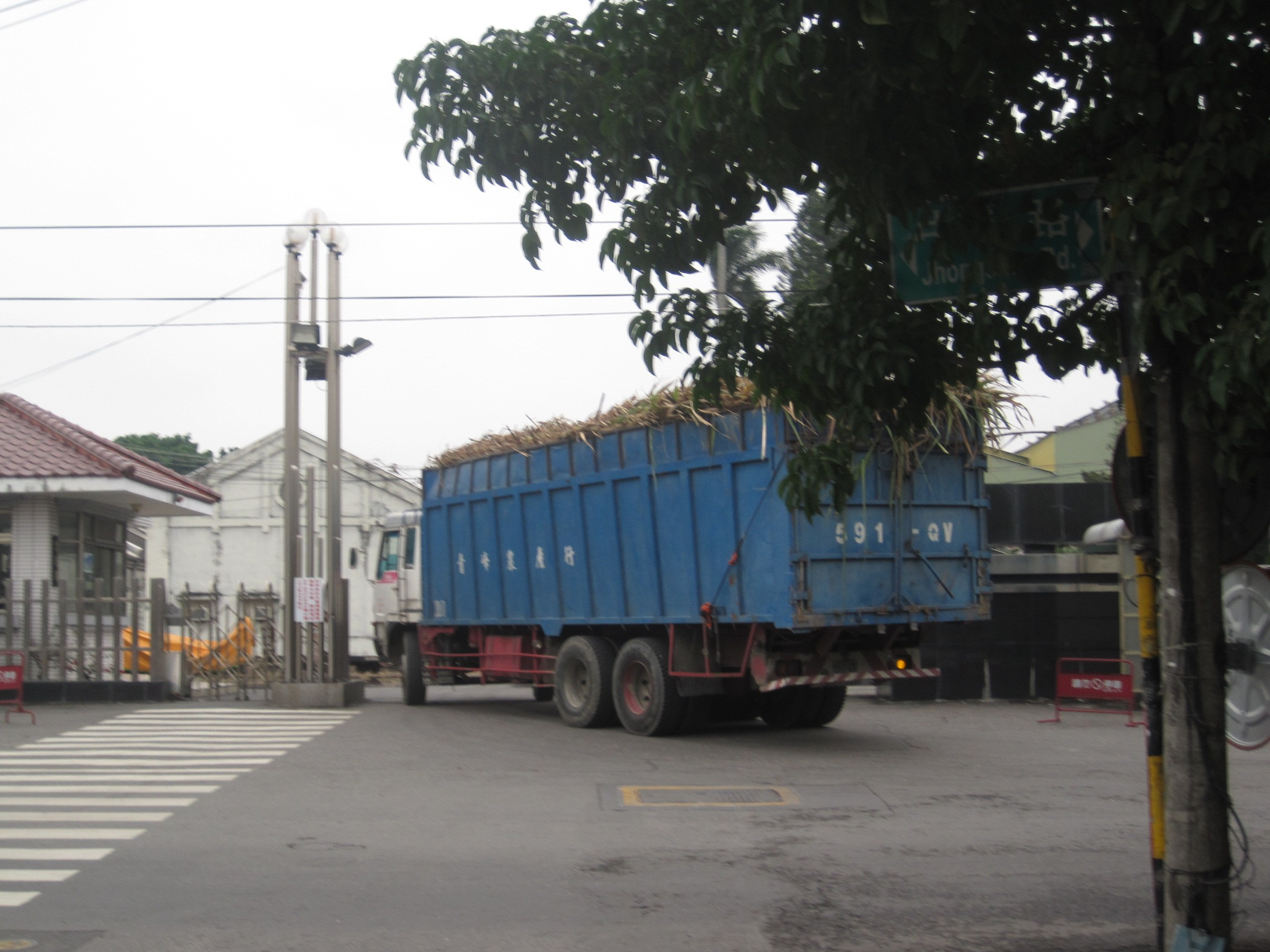
正在運甘蔗進入虎尾糖廠的貨車

第一工場於1909年正式開工，每日壓榨甘蔗量為3,300公噸；第二工場興建於1912年，每日壓榨甘蔗量為1,600公噸，並已於1962年停止關閉。
虎尾總廠是原臺糖三大總廠之一（另二為新營糖廠、屏東糖廠），目前僅存虎尾一座；同時亦是迄2020年初仍以五分車進行鐵路運輸甘蔗的糖廠 ，其另一部份的甘蔗則以運蔗卡車進行公路運輸。目前是臺糖仍在從事製糖業務，且仍在營運中的兩座糖廠之一。(另為臺南市善化區的善化糖廠)
虎尾糖廠總面積為11.5公頃(11.5甲)，34,500坪。2014年6月，洪天財先生就任臺糖公司雲林區處經理兼虎尾糖廠廠長。目前包括廠長在內的員工人數共計282人。

## 沿革事記

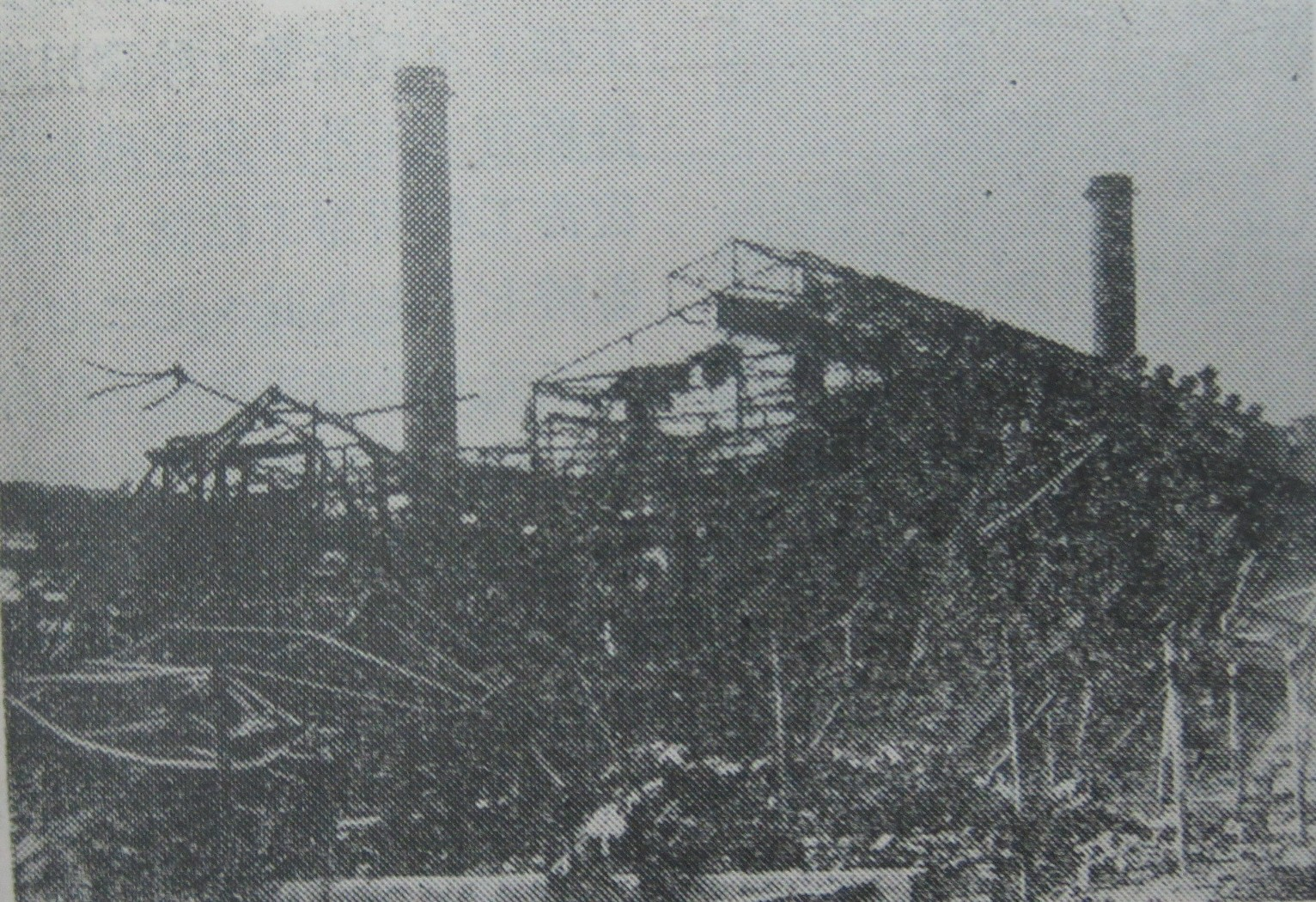
二次大戰中被炸毀的虎尾糖廠

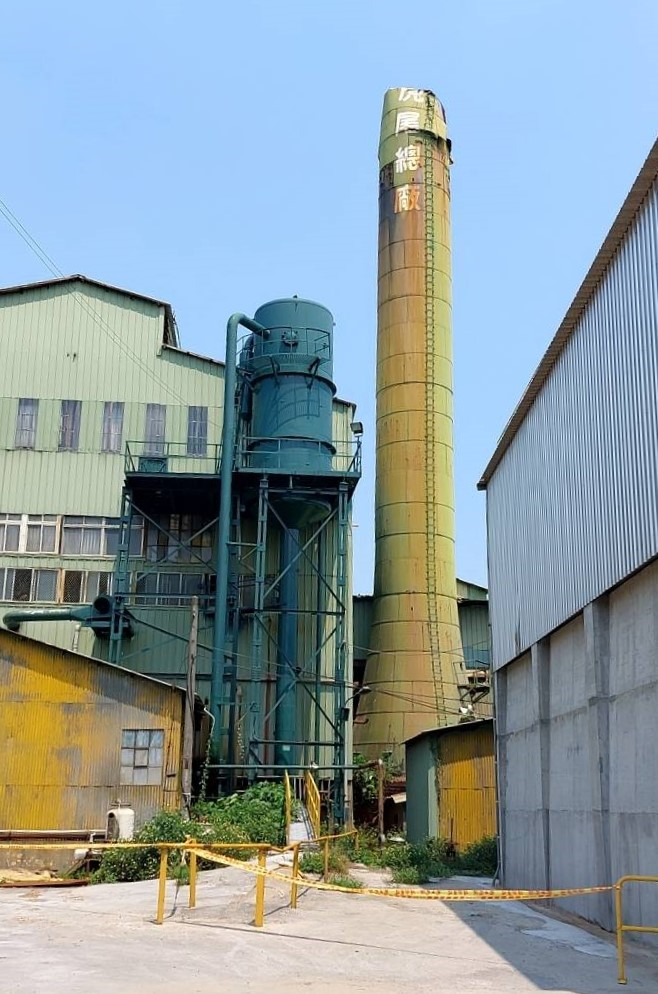
虎尾糖廠停用煙囪遭震毀

虎尾總廠，舊稱虎尾製糖所，位於臺南州虎尾郡虎尾庄，即是現在的雲林縣虎尾鎮。
1906年，
由大日本製糖株式會社設立。
1909年，
第一工場正式開工，初期壓榨能力為1700公噸(A機)。
1912年，
第二工場興建，每日壓榨甘蔗量為1,600公噸。
1924年，
擴充第一工場設備(B機)，將虎尾製糖所總壓榨能力提升至4900公噸，成為臺灣地區產能最高的製糖工場。
1925年，
增設東洋地區規模最大的酒精工場。
1937年，
增加設置無水酒精製造設備。
二次大戰期間，因為被盟軍列為攻擊重點目標，另外也因虎尾設有飛行場，製糖工場遭受猛烈轟炸，第一工場和第二工廠在戰後的損害統計等級中分別被列為大破與中破。
二戰後，隸屬於臺灣糖業公司第一分公司，改名虎尾糖廠；因為廠區受損非常嚴重，所以先行維修受損較輕的第二工場。
1945年，
本年年底開始恢復製糖。
1947年，
第一工場完成A機的修復工程，並於同年恢復製糖。
1950年，
改為總廠制，虎尾糖廠改為虎尾總廠，下轄虎尾、北港、斗六、大林、龍岩(1967年併入虎尾總廠)、竹山(1951年併入斗六糖廠)等糖廠。
1952年，
第一工場B機於2月完成復舊工程。
1961年，
因為甘蔗種植面積下降，故停閉第二工場，並更新第一工場製糖設備，將壓榨能力提高至3500公噸。
1967年，
改行大廠制，下轄虎尾、北港、斗六糖廠。
1972年，
大林糖廠回歸虎尾總廠督管理。
1974年，
恢復總廠制，仍管轄虎尾、北港、斗六與大林共四間糖廠。
1976年，
酒精工場於9月停閉，設備移至新營副產加工廠繼續使用。
1985年，
取消總廠督導制度，原總廠區內之糖廠改由公司直屬管理，虎尾總廠名稱仍保留不變。
1990年，
斗六糖廠併入虎尾總廠。
2004年，
更名為虎尾糖廠。
十年來住戶逐漸遷出宿舍區，閒置老宿舍少有修護，並且多次發生火災。
2014年，
5月8日凌晨5時左右，宿舍區又有一棟建築物發生火災並燒毀，目前老宿舍只剩下十一棟。
2024年，4月3號早上8時左右，糖廠內老煙囪受到2024年4月花蓮地震影響而斷裂，無人傷亡。

## 運輸

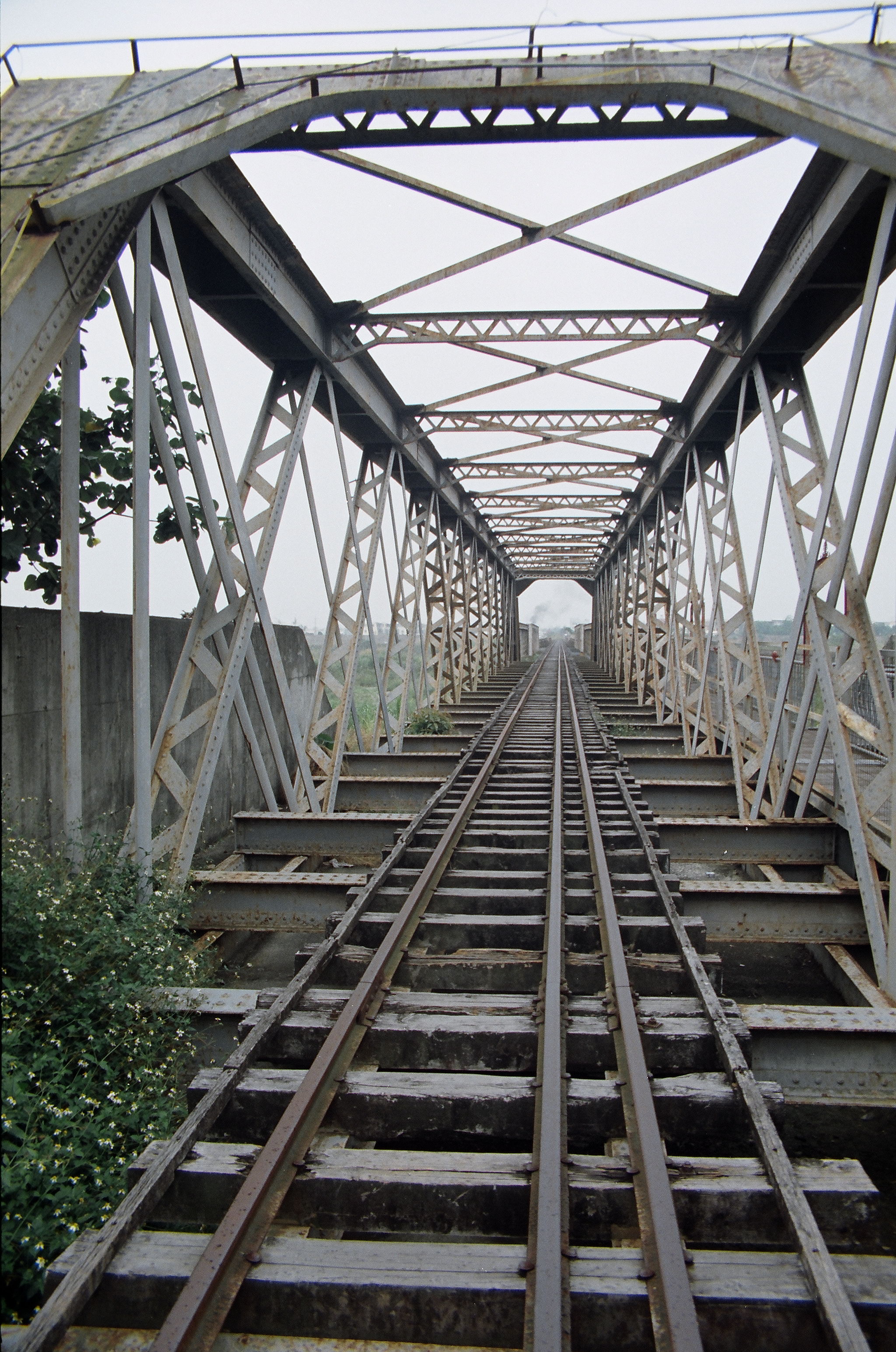
虎尾鐵橋

虎尾糖廠所屬營業車站最早的名稱為五間厝驛，自1920年以後改稱虎尾驛，是虎尾早年最重要的交通動線，也是日治時期虎尾最繁榮熱鬧的市街中心。
在糖廠南方便是虎尾溪，糖鐵斗南線虎尾鐵橋由此橫跨，也是南北平行預備線當中的一座鐵橋，往南走可接續至斗南站或大林糖廠，這座橋樑還有一特別之處，由於斗南線是連接台鐵斗南站與虎尾糖廠，早期砂糖成品會由台鐵貨車載運至斗南站，故橋上的軌道是三軌（內側為五分車軌距、外側為台鐵軌距）可以同時行駛台鐵與糖鐵的車輛，是糖鐵體系中少見的三軌橋樑，至於外觀則與西螺大橋相仿，不同是顏色呈灰色。虎尾鐵橋隨著糖鐵停駛而廢止，經過整修後現已開放給民眾步行，成為虎尾的觀光景點之一。

除此之外，虎尾糖廠的馬公厝線是現今唯一仍在載運原料的糖鐵路線，意義非凡，每年11月至隔年4月間的製糖季，五分車往返虎尾糖廠與褒忠鄉的各裝車場載運甘蔗，此期間也吸引不少鐵道迷前往拍攝。

## 外部連結

### 官方連結
- 虎尾糖廠 （页面存档备份，存于） 臺糖全球中文入口網
- 虎尾糖廠冰店 （页面存档备份，存于） 臺糖全球中文入口網

### 其他資料
- 虎尾糖廠 - Google 搜尋
- 虎尾糖廠 （页面存档备份，存于） 臺灣製糖工廠百年文史地圖
- 產業與城市共生時：從糖業的興衰看糖鄉虎尾的潛力(第10頁) （页面存档备份，存于） 數位典藏與數位學習國家型科技計畫成果入口網

### 新聞報導
- 宋其佳. . 中央網路報 (中央日報網路報). 2014-05-09  [2014-05-14]. （原始内容存档于2014-05-14）.
- 蔡維斌. . 聯合報 (虎尾: udn.com). 2014-05-10  [2014-05-14]. （原始内容存档于2014-05-14）.